# Eupithecia adscriptaria
Eupithecia adscriptaria är en fjärilsart som beskrevs av Otto Staudinger 1871. Eupithecia adscriptaria ingår i släktet Eupithecia och familjen mätare. Inga underarter finns listade i Catalogue of Life.